# 松尾弌之
松尾 弌之（まつお かずゆき、1941年11月20日 - ）は、日本のアメリカ歴史学者、著作家。上智大学名誉教授。
2000年、『民族から読みとくアメリカ』でヨゼフ・ロゲンドルフ賞受賞。

## 略歴
満洲国生まれ。上智大学外国語学部卒業後） 1964年から1965年にかけて番組制作者（ディレクター）としてNHK（教養部）に勤務。
その後、1966年からワシントンD.C.の国務省勤務（文化交流担当）を経て、1976年にジョージタウン大学歴史学大学院博士課程修了（アメリカ社会史）。
1976年から1984年まで上智大学で外国語学部助教授（アメリカ史）として勤務した後、1984年に同大学外国語学部教授（アメリカ社会史）に就任） 2007年に定年退職。退職後も2012年まで同文学部・外国語学部非常勤講師として勤務した。
また、1982年から1985年まで外務省専門調査員として、ワシントンD.C.の在米日本国大使館政務班に勤務した。
2007年に東京純心女子大学副学長に就任し、 2008年に同大学学長に昇格。2011年に退職。

## 著書
- 『コーディネート・パワー 調整力の時代の新しいリーダーの条件』（徳間ブックス） 1982.3
- 『あと一歩のspeaking』（筑摩書房） 1983.9
- 『ちくまセミナー「国際交流speaking」』（ちくま文庫）
- 『重層民族国家アメリカの底力 その真意を見誤るな』（徳間書店） 1987.9
- 『大統領の英語』（講談社現代新書） 1987.9、のち講談社学術文庫
- 『不思議の国アメリカ 別世界としての五〇州』（講談社現代新書） 1988.8 、のち講談社学術文庫
- 『アメリカン・ヒーロー』（講談社現代新書） 1993.5
- 『JFK 大統領の神話と実像』（ちくま新書） 1994.10
- 『共和党と民主党 二大政党制のダイナミズム』（講談社現代新書） 1995.1
- 『民族から読みとく「アメリカ」』（講談社選書メチエ） 2000.6
- 『揺れる帝国アメリカのことがマンガで3時間でマスターできる本』（明日香出版社） 2002.11
- 『アメリカという物語 欲望大陸の軌跡』（勉誠出版） 2004.8
- 『アメリカの永久革命 共和党と民主党が生むダイナミズム』 （勉誠出版、智慧の海叢書） 2004.11
- 『列伝アメリカ史』 (大修館書店） 2017,6

### 共著
- 『アメリカ研究』（丹野真、大修館書店、スタンダード英語講座12） 1984.3
- 『アメリカの社会 多様性のなかに統一を求めて』（大西健夫、早稲田大学出版部） 1994.3
- 『事典 現代のアメリカ』（吉見俊哉, 巽孝之, 能登路雅子, 小田隆裕, 柏木博、大修館書店） 2004.10
- 『クラブが創った国アメリカ（綾部恒雄、山川出版社） 2005.4
- 『グローバル化する世界と文化の多元性』（泉邦寿, 中村雅治、ぎょうせい） 2005.2

## 翻訳
- 『アメリカの甦る日』（W・E・サイモン、世界日報社） 1980.5
- 『アクエリアン革命 '80年代を変革する「透明の知性」』（マリリン・ファーガソン、実業之日本社） 1981.11
- 『エデンから 超意識への道』（ケン・ウィルバー、講談社） 1986.4
- 「川と生活」シリーズ（帝国書院ジュニア地理） 1987.1
  - 『1 黄河』（K・J・グレゴリー、相沢香共訳）
  - （『2 メコン川』（ポール=ライトフット、岡部曜子訳））
  - 『3 ガンジス川』（ジーナ=ダクラス、川端香津江共訳）
  - 『4 ユーフラテス川』（ジョン=バチェラー, ジェリー=バチェラー、執行浩史共訳）
  - 『5 ナイル川』（E・B・ワージントン、道伝愛子共訳）
  - 『7 ライン川』（C・A・R・ヒルズ、本田三恵共訳）
  - 『8 ドナウ川』（C・A・R・ヒルズ、道伝愛子共訳）
  - 『9 ボルガ川』（ジェーン=ワーナー=ワトソン、門馬淳子共訳）
  - 『10 コロラド川』（ロビン・W・ウィンクス, オナー=レイ=ウィンクス）
  - 『11 ミシシッピ川』（スーザン=ドレルブラウン）
  - 『12 アマゾン川』 （ローズマリー=マコンネル、門馬淳子共訳）
- 「世界の自然環境」シリーズ（帝国書院ジュニア地理） 1988.3
  - 『1 山の地理』（イアン=ベィン、道伝愛子共訳）
  - 『2 川の地理』（トム=ブラウン）
  - 『3 熱帯の地理』（ギリアン=モーガン）
  - （『4 サバナとステップの地理』（キャサリン=ホートン、岡部曜子訳））
  - 『5 砂漠の地理』（ジェームズ=カーソン、向美穂共訳）
  - 『 6 ツンドラの地理』（イアン=バレット）
- 『楽しい世界地図』 （D.ライト, J.ライト、帝国書院） 1989.4
- 『ロング・タイム・パッシング ベトナムを越えて生きる人々』 （マイラ・マクファーソン、地湧社） 1990.4
- 『約束の土地 現代アメリカの希望と挫折』 （ニコラス・レマン、桐原書店） 1993.9
- 『冷戦に憑かれた亡者たち ナチとアメリカ情報機関』 （クリストファー・シンプソン、時事通信社） 1994.7